# Xanthesma robusta
Xanthesma robusta là một loài Hymenoptera trong họ Colletidae. Loài này được Exley mô tả khoa học năm 1978.